# Grallina bruijnii
La grallina papú (Grallina bruijnii) es una especie de ave paseriforme de la familia Monarchidae endémica de Nueva Guinea.

## Distribución y hábitat
Se encuentra únicamente en las montañas de la isla de Nueva Guinea. Su hábitat natural son los bosques húmedos tropicales de montaña.